# Liste des gouverneurs de l'île de Wight
Voici la liste des gouverneurs de l'île de Wight :

## Les gouverneurs à travers l'histoire britannique

### Royaume d'Angleterre
- 1538-1540 : Thomas Cromwell

- 1558-? : John Paulet

- 1633-1642 : Jerome Weston
- 1642-1647 : Philip Herbert
- 1647-1647 : Capitaine Hammond
- 1648-1659 : William Sydenham
- 1660-1660 : Anthony Ashley Cooper
- 1660-1661 : Jerome Weston
- 1661-1667 : Thomas Colepeper
- 1668-1692 : Robert Holmes
- 1693-1693 : Thomas Tollemache
- 1693-1707 : John Cutts

### Royaume de Grande-Bretagne
- 1707-1710 : Charles Paulet
- 1710-1715 : John Richmond Webb
- 1715-1726 : William Cadogan
- 1726-1733 : Charles Paulet
- 1733-1734 : John Montagu
- 1734-1742 : John Wallop
- 1742-1746 : Charles Paulet
- 1746-1762 : John Wallop
- 1763-1764 : Thomas Holmes
- 1764-1766 : Hans Stanley
- 1766-1770 : Harry Paulet
- 1770-1780 : Hans Stanley
- 1780-1782 : Richard Worsley
- 1782-1791 : Harry Paulet
- 1791-1807 : Thomas Orde-Powlett

### Royaume-Uni
- 1791-1807 : Thomas Orde-Powlett
- 1807-1841 : James Harris
- 1841-1857 : William à Court
- 1857–1888 : Charles Shaw-Lefevre
- 1889-1896  : Henri de Battenberg
- 1896-1944 : Béatrice du Royaume-Uni

- 1957-1965 : Gerald Wellesley
- 1965-1974 : Louis Mountbatten

- 1992-1995 : David Seely

## Sources
- The London Gazette
- Robert Walcott, English Politics in the Early Eighteenth Century (Oxford: Oxford University Press, 1956)